# Фомба, Бурама
Бурама Фомба (англ. Bourama Fomba; род. 10 июля 1999, Бамако) — малийский футболист, защитник клуба «ФКИ Левадия».

## Карьера

### Начало карьеры
Воспитанник футбольной академии малийского клуба «Етуаль дю Манде», за который в 2018 году выступал за основную команду. В январе 2019 года перешёл в грузинский клуб «Рустави», где отправился выступать за дублирующий состав. В июле 2019 года футболист перебрался в румынский клуб «Чахлэул», вместе с которым стал выступать в Лиге 3.

#### Аренда в «Политехнику» Яссы
В феврале 2020 года футболист на правах аренды перешёл в румынский клуб «Политехника» до конца сезона. Дебютировал за клуб, а также в румынской Суперлиге 14 июня 2020 года в матче против клуба «Вииторула», выйдя на замену на 79 минуте. В клубе футболист закрепиться не смог, оставаясь игроком скамейки запасных, выйдя на поле только в 6 матчах во всех турнирах. По окончании срока арендного соглашения покинул клуб.

### «Киндия Тырговиште»
В сентябре 2020 года футболист перешёл в румынский клуб «Киндия Тырговиште». Дебютировал за клуб 4 октября 2020 года в матче против клуба «Ботошани», выйдя на замену на 85 минуте. Первоначально футболист был одним из ключевых игроком клуба, однако затем потерял место в стартовом составе, чаще оставаясь на скамейке запасных. Первую часть чемпионата футболист вместе с клубом закончил на восьмом итоговом месте, затем отправившись выступать в раунд на выбывание, где успешно заняли первое место.

### «Александрия»
В июле 2021 года проходил просмотр в украинской «Александрии». Вскоре футболист присоединился к украинскому клубу на постоянной основе, подписав двухлетний контракт. Дебютировал за клуб 26 октября 2021 года в матче Кубке Украины против харьковского «Металлиста». Однако на протяжении сезона футболист ни разу не попал в заявку основной команды на матч украинской Премьер-Лиги. 

### «Минск»
В марте 2022 года футболист присоединился к белорусскому клубу «Минск». Дебютировал за клуб 3 апреля 2023 года в матче против «Витебска», выйдя на поле в стартовом составе. Футболист сразу же закрепился в основной команде минского клуба, став одним из ключевых игроков. В июле 2022 года покинул белорусский клуб, перейдя в команду из зарубежного чемпионата. Всего за клуб в первой половине сезона успел сыграть в 14 матчах во всех турнирах, результативными действиями не отличившись.

### «ФКИ Левадия»

#### Сезон 2022
В конце июля 2022 года футболист на правах свободного агента перешёл в эстонский клуб «ФКИ Левадия». Дебютировал за клуб футболист 31 июля 2022 года в матче против таллинского «Легиона», выйдя на замену на 58 минуте, также отличившись дебютным забитым голом. Футболист быстро закрепился в основной команде эстонского клуба, однако преимущественно выходил на поле со скамейки запасных. В октябре 2022 года футболист стал привлекаться к играм с резервной командой. В матче 9 октября 2022 года за вторую команду клуба против «Харью» футболист отличился забитым голом. По итогу сезона футболист стал серебряным призёром Премиум-лиги с основной командой и в Первой лиге со второй командой.

#### Сезон 2023
Новый сезон футболист начал с матча со второй командой 9 марта 2023 года против клуба «Альянс». Первый матч за основную команду клуба сыграл 18 марта 2023 года против клуба «Нарва-Транс», выйдя на поле в стартовом составе. В своём следующем матче 2 апреля 2023 года против клуба «Курессааре» отличился первым в сезоне забитым голом. В июле 2023 года футболист вместе с клубом отправился на квалификационные матчи Лиги конференций УЕФА. Первый матч в рамках еврокубкового турнира сыграл  13 июля 2023 года против словацкого клуба «Жилина». По итогу ответного матча 20 июля 2023 года словацкая «Жилина» оказалась сильнее по сумме встреч и прошла  следующий квалификационный раунд. По итогу сезона футболист стал серебряным призёром чемпионата, отличившись за клуб 8 забитыми голами и 2 результативными передачами.

#### Сезон 2024
Первый матч в новом сезоне футболист сыграл 2 марта 2024 года против клуба «Нарва-Транс», выйдя на поле в стартовом составе. Первым в сезоне забитым голом за клуб футболист отличился 31 марта 2024 года в матче против клуба «Пайде».